# Blågrön kärrstrit
Blågrön kärrstrit (Cicadella viridis) är en insektsart som först beskrevs av Carl von Linné 1758.

## Taxonomi
Cicadella viridis ingår i släktet Cicadella, och familjen dvärgstritar.

## Bildgalleri

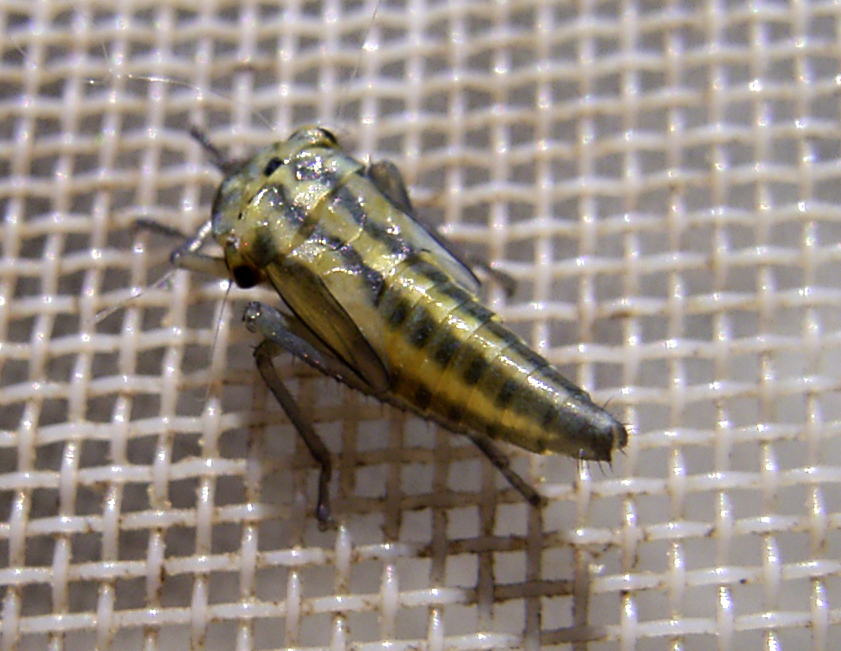
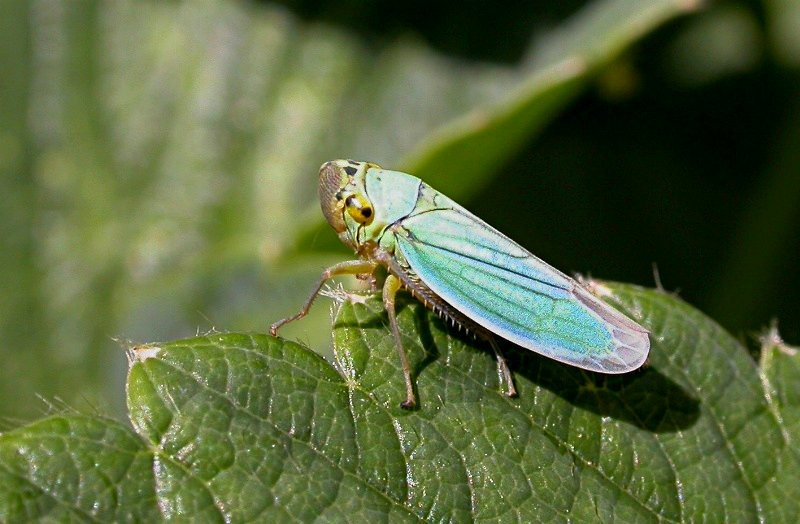
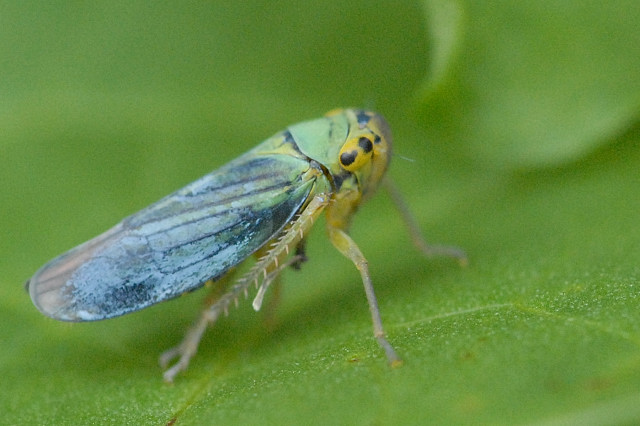
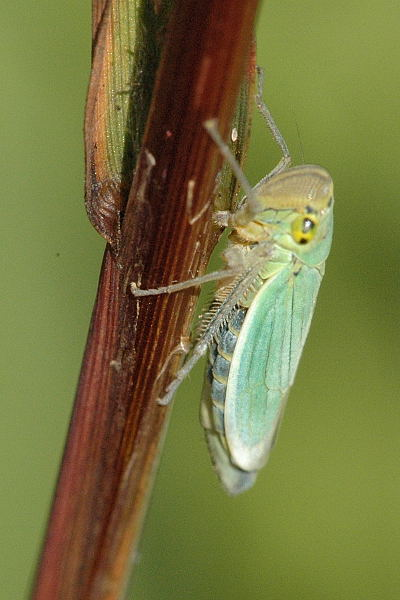
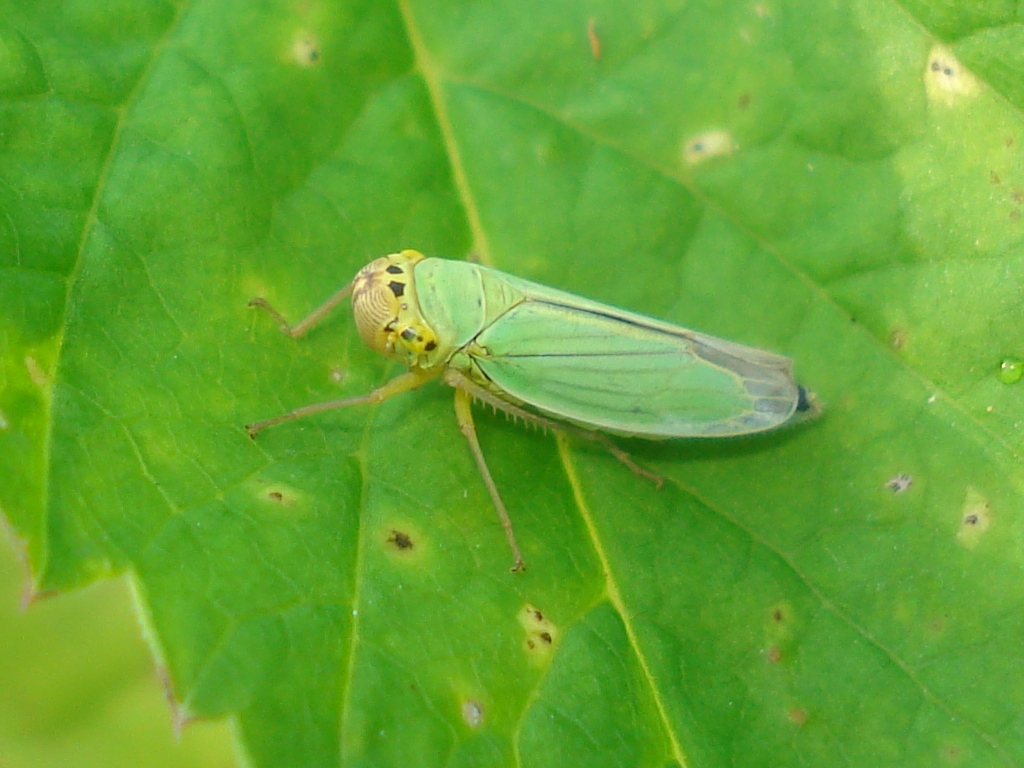
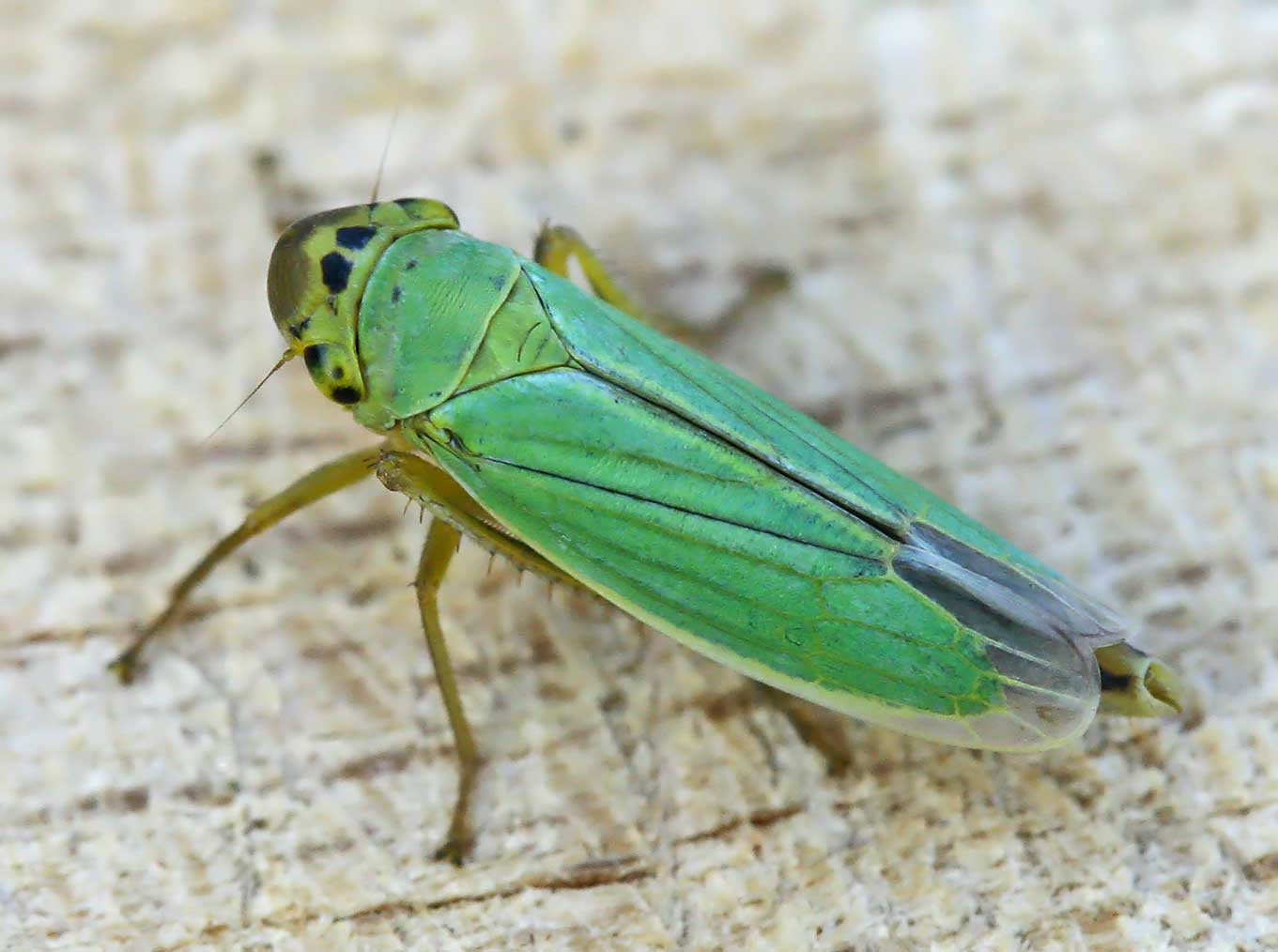

## Utbredning
Arten är reproducerande i Sverige.